# Robert Bloch
Robert Albert Bloch (Chicago, Illinois, 5 de abril de 1917-Los Ángeles, California, 23 de septiembre de 1994) fue un novelista, cuentista y guionista estadounidense de literatura fantástica y ciencia ficción

## Biografía
Robert Bloch, de ascendencia judía, escribió cientos de cuentos y alrededor de 20 novelas, la mayor parte dentro del género negro, de terror y de ciencia ficción. Al principio de su carrera publicó ampliamente en las llamadas revistas pulp como Weird Tales. Escribió además numerosos guiones cinematográficos.
Recibió los premios Hugo, Bram Stoker y el Mundial de Fantasía. Durante un tiempo fue presidente de la asociación de escritores Mystery Writers of America.
Bloch así mismo elaboró fanzines de ciencia ficción, e incluso trabajó durante un tiempo en el teatro de variedades.
Una de sus primeras amistades literarias fue su maestro H. P. Lovecraft, con el que mantuvo una larga correspondencia. Bloch escribió gran número de relatos pertenecientes a los Mitos de Cthulhu. De hecho, se inventó dos libros frecuentemente citados en los relatos del ciclo de los Mitos: De Vermis Mysteriis y Cultes des Goules (Culto de los Guls). Dentro del círculo de Lovecraft era conocido como Bho-Block.
Llegó a aparecer transfigurado en uno de los personajes (“Robert Blake”) del relato de Lovecraft "The Haunter of the Dark" ("El morador de las tinieblas", 1936), que está dedicado a Bloch. En esta historia, Lovecraft mata al personaje que representa a Bloch. Este ya había hecho lo mismo en The Shambler from the Stars (El vampiro estelar, 1935), en el que el personaje inspirado en Lovecraft tiene una muerte horrible. Bloch más tarde escribiría un tercer relato, "The Shadow From the Steeple" (‘La sombra que huyó del chapitel’, como continuación de "El morador de las tinieblas").
La celebridad de Robert Bloch se debe principalmente a su autoría de Psycho (Psicosis), novela adaptada fielmente por Joseph Stefano para el filme del mismo título dirigido por Alfred Hitchcock en 1960. Su guion propio más conocido es el que escribió para la película The Night Walker (‘Amor entre sombras’, 1964), del director William Castle. Bloch escribió asimismo guiones para la serie Star Trek, y trabajó para varias series de televisión, como la presentada por el actor de cine de terror Boris Karloff, titulada Thriller.
Este autor intervino en la antología de ciencia ficción del escritor Harlan Ellison titulada Dangerous Visions ('Visiones peligrosas'). Su relato A Toy for Juliette (‘Un juguete para Juliette’) evocaba conjuntamente al Marqués de Sade y a Jack el Destripador. El citado autor dedicó su novela 
'The Night of the Ripper' ("La noche del Destripador") también al caso de Jack the Ripper, en donde se destacan las descripciones que internan al lector en las brumas victorianas del antiguo Londres.
Robert Bloch murió en 1994 y fue enterrado en el Cementerio Westwood Village Memorial Park de Los Ángeles. Aparte de a su considerable producción literaria, la reputación de Bloch entre sus muchos seguidores se debe a que era muy amable y generoso, y a que utilizaba atroces y cómicos juegos de palabras.

## Obra
Acerca de sus principales obras, puede consultarse el libro de S. T. Joshi titulado The Weird Tale (2001). El mismo autor examina la relación literaria de Bloch con Howard Phillips Lovecraft en otro ensayo: The Evolution of the Weird Tale (2004).
Randall D. Larson escribió tres libros acerca de Bloch: The Robert Bloch Reader's Guide (1986, sobre toda su obra), The Complete Robert Bloch (1986, bibliografía ilustrada) y The Robert Bloch Companion (1986, entrevistas). También se ha publicado una compilación de los relatos de este autor pertenecientes a los Mitos de Cthulhu: Mysteries of the Worm, con comentarios de Robert M. Price.

### Listado de obras
Novelas
- The Scarf (1947, rev. 1966)
- Spiderweb (1954)[16]
- The Kidnapper (1954)[17]
- The Will to Kill (1954)[18]
- Shooting Star (1958)[16]
- Psycho (1959)
- The Dead Beat (1960)
- Firebug (1961)
- The Couch (1962)
- Terror (1962)
- Ladies Day / This Crowded Earth (1968)[19]
- The Star Stalker (1968)
- The Todd Dossier (1969)
- Sneak Preview (1971)
- It's All in Your Mind (1971)
- Night World (1972)
- American Gothic (1974)
- Strange Eons (1978) (novela de los Mitos de Cthulhu)
- There Is a Serpent in Eden (1979)
- Psycho II (1982) (sin relación con el filme del mismo título)[20]
- The Twilight Zone (1983) (Novelización de la película Twilight Zone: The Movie)
- Night of the Ripper (1984)[8]
- Lori (1989)
- Psycho House (1990)[21]
- The Jekyll Legacy (1991)

Libros de cuentos
- The Opener of the Way (1945)
- Sea Kissed (1945)
- Terror in the Night (1958)
- Pleasant Dreams (1960)
- Blood Runs Cold (1961)
- Nightmares (1961)
- More Nightmares (1961)

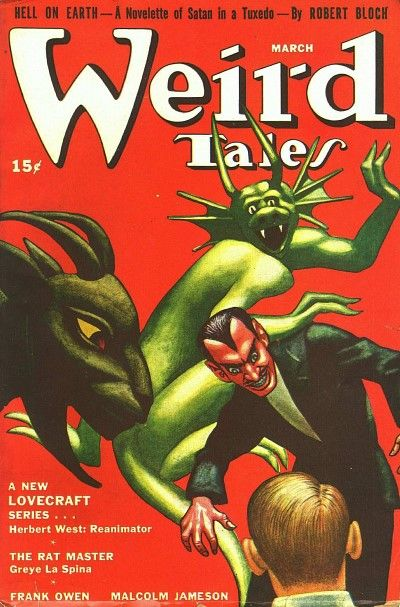
Hell on Earth, Weird Tales

- Yours Truly, Jack the Ripper (1962)[22]
- Atoms and Evil (1962)[23]
- Horror 7 (1963)
- Bogey Men (1963)
- House of the Hatchet (1965)
- The Skull of the Marquis de Sade (1965)
- Tales in a Jugular Vein (1965)[24]
- Chamber of Horrors (1966)
- The Living Demons (1967)
- Dragons and Nightmares (1968)
- Bloch and Bradbury (1969)
- Fear Today, Gone Tomorrow (1971)
- House of the Hatchet (1976)
- The King of Terrors (1977)
- The Best of Robert Bloch (1977)
- Cold Chills (1977)[25]
- Out of the Mouths of Graves (1978)
- Such Stuff as Screams Are Made Of (1979)
- Unholy Trinity (1986)
- Midnight Pleasures (1987)
- Lost in Space and Time With Lefty Feep (1987)
- The Complete Stories of Robert Bloch: Volume 1: Final Reckonings (1987)
- The Complete Stories of Robert Bloch: Volume 2: Bitter Ends (1987)
- The Complete Stories of Robert Bloch: Volume 3: Last Rites (1987)
- Fear and Trembling (1989)
- Screams (1989)
- The Early Fears (1994)
- Robert Bloch: Appreciations of the Master (1995)
- Flowers from the Moon and Other Lunacies (1998)
- The Lost Bloch, volume 1: The Devil With You! (1999)[26]
- The Lost Bloch, volume 2: Hell on Earth (2000)[27]
- The Lost Bloch, volume 3: Crimes and Punishments (2002)[28]
- The Reader's Bloch: Volume 1: The Fear Planet and Other Unusual Destinations (2005)

Grimorios
- De Vermis Mysteriis (Mysteries of the Worm, De los misterios del gusano, 1981)[29][30]

No ficción
- The Eighth Stage of Fandom (1962)[31]
- Out of My Head (1986)[32]
- Once Around the Bloch: An Unauthorized Autobiography (1993)[33]